# فرودگاه بین‌المللی قم
فرودگاه بین‌المللی قم یک فرودگاه بین‌المللی در دست ساخت در ایران است که در ۲۴ کیلومتری جنوب غربی شهر قم واقع شده‌است.
در اوت ۲۰۱۴، سرمایه‌گذاران چینی از گانسو به تأمین اعتبار برای ساخت این فرودگاه علاقه نشان دادند. در اردیبهشت ۱۴۰۴ ساخت فرودگاه بین المللی قم از سرگرفته شد و به زودی وارد فاز اجرائی خواهد شد. نیاز به فرودگاه در قم به عنوان یک شهر مذهبی با شمار گردشگران زیاد ، نیاز بسیار جدی ای بوده و با گذشت ۱۱ سال از آغاز ساخت فرودگاه آن ، همچنان ساخت آن به پایان نرسیده است.